# اچ‌اس‌دابلیوام‌اس ارنسکولد (۱۱)
اچ‌اس‌دابلیوام‌اس ارنسکولد (۱۱) (به انگلیسی: HSwMS Ehrensköld (11)) یک کشتی است که طول آن 292 ft می‌باشد. این کشتی در سال ۱۹۲۶ ساخته شد.